# Pion interstitialis
Pion interstitialis là một loài tò vò trong họ Ichneumonidae.